# Sand Land
Sand Land (サンドランド Sando Rando) er en japansk manga skrevet af Akira Toriyama, udkommet i 2000. 
I år 2004 udkom Sandland i Danmark. Den blev oversat til dansk af John Lysman.

## Handling
Historien Sandland handler om djævelen Belzebub (djævel) og hans venners rejse mod at finde kongens hemmelige kilde med vand. Under vejs møder de både drager og andre farer, og det er op til Belzebub og hans venner at få fat i vandet.

## Indhold
1. kapitel: Let's Go!
2. kapitel: På røven!
3. kapitel: Hårspray-tricket
4. kapitel: Den flyvende vandtank
5. kapitel: Dark-Power
6. kapitel: Raos talisman
7. kapitel: Panserslaget
8. kapitel: General Shiba mod general Are
9. kapitel: Sandstormen
10. kapitel: Fantom-kilden
11. kapitel: Kildens hemmelighed
12. kapitel: Belzebub Superstar
13. kapitel: Regnskabets time
14. kapitel: Floden